# Штайнмец, Миклош
Миклош Штайнмец (Николай Степанович Штейнмец) (венг. Steinmetz Miklós; 4 октября 1913 — 29 декабря 1944) — капитан Рабоче-крестьянской Красной Армии, участник Великой Отечественной войн, советский парламентёр, убитый под Будапештом.

## Биография
Миклош Штайнмец родился в семье венгерских коммунистов еврейского происхождения Иштвана Штайнмеца и Илоны Штайнер. Его детство прошло в разных странах, где его семья скрывалась после падения Венгерской Советской Республики, впоследствии он поселился в СССР. Участвовал в Гражданской войне в Испании, будучи бойцом интернациональной бригады, где познакомился с будущим Маршалом Советского Союза Родионом Малиновским и венгерским интернационалистом Мате Залкой. С августа 1944 года участвовал в Великой Отечественной войне (служил пропагандистом-агитатором в политотделе 317-й гвардейской стрелковой дивизии 17-го гвардейского стрелкового корпуса 18-й армии 4-го Украинского фронта).
29 декабря 1944 года по согласованию со Ставкой Верховного Главнокомандования командование 2-го и 3-го Украинских фронтов предложило будапештскому гарнизону капитулировать. Письмо с ультиматумом в Буду должен был доставить капитан Илья Остапенко, а в Пешт — капитан Штайнмец. Когда автомобиль Штайнмеца с белым флагом приблизился к вражеским позициям, немецкие войска открыли огонь из пулемётов. Штайнмец и младший сержант Филимоненко погибли на месте, а третий член группы — лейтенант Кузнецов — был тяжело ранен. Схожая судьба ждала и группу Остапенко.
Штайнмец первоначально был похоронен на центральной площади села Эчер, но в 1949 году его останки были перенесены на место его гибели на развилке шоссе. Около его могилы был установлен памятник Штайнмецу (в настоящий момент перенесён в будапештский парк Мементо).
Посмертно был награждён орденом Отечественной войны 1-й степени.
Белый флаг, обагренный кровью парламентёра, хранится в ЦВМС.